# Fase final da Copa Sul-Americana de 2022
A fase final da Copa Sul-Americana de 2022 foi disputada entre 28 de junho e 1 de outubro, compreendendo as disputas de oitavas de final, quartas de final, semifinal e final.

## Critérios de desempate
As equipes se enfrentaram em jogos eliminatórios de ida e volta, classificando-se a que somasse o maior número de pontos. Persistindo o empate, a vaga seria definida em disputa por pênaltis.
Na final, caso ocorresse igualdade no saldo de gols seria disputada uma prorrogação. Se ainda assim não houvesse definição, haveria disputa por pênaltis.

## Esquema
As equipes que estão na parte superior do confronto possuem o mando de campo no primeiro jogo e em negrito as equipes classificadas.
|  | Oitavas de final          | Oitavas de final         | Oitavas de final         | Oitavas de final         |       |                   | Quartas de final | Quartas de final | Quartas de final | Quartas de final |  |                         | Semifinais                   | Semifinais                   | Semifinais                   | Semifinais                   |           |   | Final        | Final        |
|  | 28 de junho a 7 de julho  | 28 de junho a 7 de julho | 28 de junho a 7 de julho | 28 de junho a 7 de julho |       |                   | 2 a 11 de agosto | 2 a 11 de agosto | 2 a 11 de agosto | 2 a 11 de agosto |  |                         | 31 de agosto a 8 de setembro | 31 de agosto a 8 de setembro | 31 de agosto a 8 de setembro | 31 de agosto a 8 de setembro |           |   | 1 de outubro | 1 de outubro |
|  |                           |                          |                          |                          |       |                   |                  |                  |                  |                  |  |                         |                              |                              |                              |                              |           |   |              |              |
|  | Nacional                  | 2                        | 2                        | 4                        |       |                   |                  |                  |                  |                  |  |                         |                              |                              |                              |                              |           |   |              |              |
|  | Unión de Santa Fe         | 0                        | 1                        | 1                        |       |                   |                  |                  |                  |                  |  |                         |                              |                              |                              |                              |           |   |              |              |
|  | Unión de Santa Fe         | 0                        | 1                        | 1                        |       | Nacional          | 0                | 0                | 0                |                  |  |                         |                              |                              |                              |                              |           |   |              |              |
|  |                           |                          |                          |                          |       | Nacional          | 0                | 0                | 0                |                  |  |                         |                              |                              |                              |                              |           |   |              |              |
|  |                           | Atlético Goianiense      | 1                        | 3                        | 4     |                   |                  |                  |                  |                  |  |                         |                              |                              |                              |                              |           |   |              |              |
|  | Olimpia                   | Atlético Goianiense      | 1                        | 3                        | 4     | 2                 | 0                | 2 (3)            |                  |                  |  |                         |                              |                              |                              |                              |           |   |              |              |
|  | Olimpia                   |                          |                          |                          |       | 2                 | 0                | 2 (3)            |                  |                  |  |                         |                              |                              |                              |                              |           |   |              |              |
|  | Atlético Goianiense (pen) | 0                        | 2                        | 2 (5)                    |       |                   |                  |                  |                  |                  |  |                         |                              |                              |                              |                              |           |   |              |              |
|  | Atlético Goianiense (pen) | 0                        | 2                        | 2 (5)                    |       |                   |                  |                  |                  |                  |  | Atlético Goianiense     | 3                            | 0                            | 3 (2)                        |                              |           |   |              |              |
|  |                           |                          |                          |                          |       |                   |                  |                  |                  |                  |  | Atlético Goianiense     | 3                            | 0                            | 3 (2)                        |                              |           |   |              |              |
|  |                           | São Paulo (pen)          | 1                        | 2                        | 3 (4) |                   |                  |                  |                  |                  |  |                         |                              |                              |                              |                              |           |   |              |              |
|  | Universidad Católica      | São Paulo (pen)          | 1                        | 2                        | 3 (4) | 2                 | 1                | 3                |                  |                  |  |                         |                              |                              |                              |                              |           |   |              |              |
|  | Universidad Católica      |                          |                          |                          |       | 2                 | 1                | 3                |                  |                  |  |                         |                              |                              |                              |                              |           |   |              |              |
|  | São Paulo                 | 4                        | 4                        | 8                        |       |                   |                  |                  |                  |                  |  |                         |                              |                              |                              |                              |           |   |              |              |
|  | São Paulo                 | 4                        | 4                        | 8                        |       | São Paulo (pen)   | 1                | 1                | 2 (4)            |                  |  |                         |                              |                              |                              |                              |           |   |              |              |
|  |                           |                          |                          |                          |       | São Paulo (pen)   | 1                | 1                | 2 (4)            |                  |  |                         |                              |                              |                              |                              |           |   |              |              |
|  |                           | Ceará                    | 0                        | 2                        | 2 (3) |                   |                  |                  |                  |                  |  |                         |                              |                              |                              |                              |           |   |              |              |
|  | The Strongest             | Ceará                    | 0                        | 2                        | 2 (3) | 1                 | 0                | 1                |                  |                  |  |                         |                              |                              |                              |                              |           |   |              |              |
|  | The Strongest             |                          |                          |                          |       | 1                 | 0                | 1                |                  |                  |  |                         |                              |                              |                              |                              |           |   |              |              |
|  | Ceará                     | 2                        | 3                        | 5                        |       |                   |                  |                  |                  |                  |  |                         |                              |                              |                              |                              |           |   |              |              |
|  | Ceará                     | 2                        | 3                        | 5                        |       |                   |                  |                  |                  |                  |  |                         |                              |                              |                              |                              | São Paulo | 0 |              |              |
|  |                           |                          |                          |                          |       |                   |                  |                  |                  |                  |  |                         |                              |                              |                              |                              |           | 0 |              |              |
|  |                           | Independiente del Valle  | 2                        |                          |       |                   |                  |                  |                  |                  |  |                         |                              |                              |                              |                              |           |   |              |              |
|  | Deportivo Táchira (pen)   | Independiente del Valle  | 2                        | 1                        | 1     | 2 (4)             |                  |                  |                  |                  |  |                         |                              |                              |                              |                              |           |   |              |              |
|  | Deportivo Táchira (pen)   |                          |                          | 1                        | 1     | 2 (4)             |                  |                  |                  |                  |  |                         |                              |                              |                              |                              |           |   |              |              |
|  | Santos                    | 1                        | 1                        | 2 (2)                    |       |                   |                  |                  |                  |                  |  |                         |                              |                              |                              |                              |           |   |              |              |
|  | Santos                    | 1                        | 1                        | 2 (2)                    |       | Deportivo Táchira | 0                | 1                | 1                |                  |  |                         |                              |                              |                              |                              |           |   |              |              |
|  |                           |                          |                          |                          |       | Deportivo Táchira | 0                | 1                | 1                |                  |  |                         |                              |                              |                              |                              |           |   |              |              |
|  |                           | Independiente del Valle  | 1                        | 4                        | 5     |                   |                  |                  |                  |                  |  |                         |                              |                              |                              |                              |           |   |              |              |
|  | Independiente del Valle   | Independiente del Valle  | 1                        | 4                        | 5     | 2                 | 0                | 2                |                  |                  |  |                         |                              |                              |                              |                              |           |   |              |              |
|  | Independiente del Valle   |                          |                          |                          |       | 2                 | 0                | 2                |                  |                  |  |                         |                              |                              |                              |                              |           |   |              |              |
|  | Lanús                     | 1                        | 0                        | 1                        |       |                   |                  |                  |                  |                  |  |                         |                              |                              |                              |                              |           |   |              |              |
|  | Lanús                     | 1                        | 0                        | 1                        |       |                   |                  |                  |                  |                  |  | Independiente del Valle | 3                            | 3                            | 6                            |                              |           |   |              |              |
|  |                           |                          |                          |                          |       |                   |                  |                  |                  |                  |  | Independiente del Valle | 3                            | 3                            | 6                            |                              |           |   |              |              |
|  |                           | Melgar                   | 0                        | 0                        | 0     |                   |                  |                  |                  |                  |  |                         |                              |                              |                              |                              |           |   |              |              |
|  | Deportivo Cali            | Melgar                   | 0                        | 0                        | 0     | 0                 | 1                | 1                |                  |                  |  |                         |                              |                              |                              |                              |           |   |              |              |
|  | Deportivo Cali            |                          |                          |                          |       | 0                 | 1                | 1                |                  |                  |  |                         |                              |                              |                              |                              |           |   |              |              |
|  | Melgar                    | 0                        | 2                        | 2                        |       |                   |                  |                  |                  |                  |  |                         |                              |                              |                              |                              |           |   |              |              |
|  | Melgar                    | 0                        | 2                        | 2                        |       | Melgar (pen)      | 0                | 0                | 0 (3)            |                  |  |                         |                              |                              |                              |                              |           |   |              |              |
|  |                           |                          |                          |                          |       | Melgar (pen)      | 0                | 0                | 0 (3)            |                  |  |                         |                              |                              |                              |                              |           |   |              |              |
|  |                           | Internacional            | 0                        | 0                        | 0 (1) |                   |                  |                  |                  |                  |  |                         |                              |                              |                              |                              |           |   |              |              |
|  | Colo-Colo                 | Internacional            | 0                        | 0                        | 0 (1) | 2                 | 1                | 3                |                  |                  |  |                         |                              |                              |                              |                              |           |   |              |              |
|  | Colo-Colo                 |                          |                          |                          |       | 2                 | 1                | 3                |                  |                  |  |                         |                              |                              |                              |                              |           |   |              |              |
|  | Internacional             | 0                        | 4                        | 4                        |       |                   |                  |                  |                  |                  |  |                         |                              |                              |                              |                              |           |   |              |              |

## Oitavas de final
| Chave | Equipe 1                | Total       | Equipe 2            | Ida | Volta |
| ----- | ----------------------- | ----------- | ------------------- | --- | ----- |
| A     | Deportivo Táchira       | 2–2 (4−2 p) | Santos              | 1–1 | 1–1   |
| B     | Nacional                | 4–1         | Unión de Santa Fe   | 2–0 | 2–1   |
| C     | Universidad Católica    | 3–8         | São Paulo           | 2–4 | 1–4   |
| D     | Colo-Colo               | 3–4         | Internacional       | 2–0 | 1–4   |
| E     | Deportivo Cali          | 1–2         | Melgar              | 0–0 | 1–2   |
| F     | The Strongest           | 1–5         | Ceará               | 1–2 | 0–3   |
| G     | Olimpia                 | 2–2 (3−5 p) | Atlético Goianiense | 2–0 | 0–2   |
| H     | Independiente del Valle | 2–1         | Lanús               | 2–1 | 0–0   |

### Chave A
| 29 de junho   | Deportivo Táchira   | 1 – 1     | Santos     | Polideportivo de Pueblo Nuevo, San Cristóbal |
| 20:30 (UTC−4) | Zanocelo 30' (g.c.) | Relatório | Angulo 86' | Árbitro: BOL Gery Vargas                     |

| 6 de julho    | Santos              | 1 – 1     | Deportivo Táchira | Estádio Vila Belmiro, Santos              |
| 21:30 (UTC−3) | Marcos Leonardo 69' | Relatório | Uribe 27'         | Público: 11 081 Árbitro: PER Kevin Ortega |

|                                              |       | Penalidades                       |  |
| Ricardo Goulart Sandry Sánchez Lucas Barbosa | 2 − 4 | Farías Simisterra Arace Fernández |  |

2–2 no placar agregado, Deportivo Táchira venceu por 4–2 na disputa de pênaltis.

### Chave B
| 28 de junho   | Nacional                 | 2 – 0     | Unión de Santa Fe | Estádio Gran Parque Central, Montevidéu |
| 19:15 (UTC−3) | Fagúndez 4' · Lozano 21' | Relatório |                   | Árbitro: CHI Cristian Garay             |

| 5 de julho    | Unión de Santa Fe | 1 – 2     | Nacional                          | Estádio 15 de Abril, Santa Fe           |
| 19:15 (UTC−3) | Brítez 70'        | Relatório | I. Ramírez 78' · J. Rodríguez 83' | Público: 19 569 Árbitro: CHI Piero Maza |

Nacional venceu por 4–1 no placar agregado.

### Chave C
| 30 de junho   | Universidad Católica        | 2 – 4     | São Paulo                                           | Estádio San Carlos de Apoquindo, Santiago |
| 20:30 (UTC−4) | Zampedri 47' · Valencia 85' | Relatório | Reinaldo 15' (pen) · Luciano 28', 39' · Calleri 63' | Árbitro: URU Christian Ferreyra           |

| 7 de julho    | São Paulo                                                      | 4 – 1     | Universidad Católica | Estádio do Morumbi, São Paulo               |
| 21:30 (UTC−3) | Luciano 14' · Eder 45+5' (pen) · Moreira 59' · Rodriguinho 81' | Relatório | Fuenzalida 88'       | Público: 47 097 Árbitro: VEN Alexis Herrera |

São Paulo venceu por 8–3 no placar agregado.

### Chave D
| 28 de junho   | Colo-Colo               | 2 – 0     | Internacional | Estádio Monumental, Santiago                 |
| 20:30 (UTC−4) | Lucero 12' · Solari 55' | Relatório |               | Público: 8 444 Árbitro: ARG Patricio Loustau |

| 5 de julho    | Internacional                                                      | 4 – 1     | Colo-Colo       | Estádio Beira-Rio, Porto Alegre            |
| 21:30 (UTC−3) | Alan Patrick 29' · Edenílson 32' · Alemão 60' · Pedro Henrique 74' | Relatório | Costa 15' (pen) | Público: 40 598 Árbitro: ARG Darío Herrera |

Internacional venceu por 4–3 no placar agregado.

### Chave E
| 29 de junho   | Deportivo Cali | 0 – 0     | Melgar | Estádio Deportivo Cali, Palmira  |
| 19:30 (UTC−5) |                | Relatório |        | Árbitro: PAR Mario Díaz de Vivar |

| 6 de julho    | Melgar                | 2 – 1     | Deportivo Cali | Estádio Monumental da UNSA, Arequipa       |
| 19:30 (UTC−5) | Cuesta 58' (pen), 73' | Relatório | Mosquera 90+7' | Público: 30 863 Árbitro: ARG Facundo Tello |

Melgar venceu por 2–1 no placar agregado.

### Chave F
| 29 de junho   | The Strongest | 1 – 2     | Ceará                        | Estádio Hernando Siles, La Paz |
| 18:15 (UTC−4) | Ursino 5'     | Relatório | Erick 76' · Zé Roberto 90+3' | Árbitro: URU Esteban Ostojich  |

| 6 de julho    | Ceará                                       | 3 – 0     | The Strongest | Arena Castelão, Fortaleza                 |
| 19:15 (UTC−3) | Richardson 23' · Victor Luis 26' · Lima 52' | Relatório |               | Público: 46 231 Árbitro: PAR Derlis López |

Ceará venceu por 5–1 no placar agregado.

### Chave G
| 30 de junho   | Olimpia                     | 2 – 0     | Atlético Goianiense | Estádio Defensores del Chaco, Assunção |
| 20:30 (UTC−4) | D. González 36' · Silva 56' | Relatório |                     | Árbitro: CHI Piero Maza                |

| 7 de julho    | Atlético Goianiense   | 2 – 0     | Olimpia | Estádio Serra Dourada, Goiânia             |
| 21:30 (UTC−3) | Churín 4' · Airton 8' | Relatório |         | Público: 17 148 Árbitro: COL Wilmar Roldán |

|                                                         |       | Penalidades                  |  |
| Wellington Rato Baralhas Shaylon Rickson Marlon Freitas | 5 − 3 | Silva Quintana Ortiz Cardozo |  |

2–2 no placar agregado, Atlético Goianiense venceu por 5–3 na disputa de pênaltis.

### Chave H
| 30 de julho   | Independiente del Valle     | 2 – 1     | Lanús        | Estádio Olímpico Atahualpa, Quito |
| 17:15 (UTC−5) | Schunke 45+2' · Ayoví 90+3' | Relatório | Belmonte 60' | Árbitro: PER Kevin Ortega         |

| 7 de julho    | Lanús | 0 – 0     | Independiente del Valle | Estádio La Fortaleza, Lanús                |
| 19:15 (UTC−3) |       | Relatório |                         | Público: 4 680 Árbitro: CHI Cristian Garay |

Independiente del Valle venceu por 2–1 no placar agregado.

## Quartas de final
| Chave | Equipe 1          | Total       | Equipe 2                | Ida | Volta |
| ----- | ----------------- | ----------- | ----------------------- | --- | ----- |
| S1    | Deportivo Táchira | 1–5         | Independiente del Valle | 0−1 | 1−4   |
| S2    | Nacional          | 0–4         | Atlético Goianiense     | 0−1 | 0−3   |
| S3    | São Paulo         | 2–2 (4−3 p) | Ceará                   | 1−0 | 1−2   |
| S4    | Melgar            | 0–0 (3−1 p) | Internacional           | 0−0 | 0−0   |

### Chave S1
| 2 de agosto   | Deportivo Táchira | 0 – 1     | Independiente del Valle | Polideportivo de Pueblo Nuevo, San Cristóbal |
| 20:30 (UTC−4) |                   | Relatório | Angulo 3'               | Público: 11 206 Árbitro: BRA Wilton Sampaio  |

| 9 de agosto   | Independiente del Valle                                           | 4 – 1     | Deportivo Táchira | Estádio Casa Blanca, Quito              |
| 19:30 (UTC−5) | Chávez 32' · Sornoza 45+5' (pen) · Díaz 64' (pen) · Faravelli 81' | Relatório | Hernández 26'     | Público: 3 919 Árbitro: COL Jhon Ospina |

Independiente del Valle venceu por 5–1 no placar agregado.

### Chave S2
| 2 de agosto   | Nacional | 0 – 1     | Atlético Goianiense | Estádio Gran Parque Central, Montevidéu  |
| 19:15 (UTC−3) |          | Relatório | Luiz Fernando 23'   | Público: 28 481 Árbitro: PAR Éber Aquino |

| 9 de agosto   | Atlético Goianiense                    | 3 – 0     | Nacional | Estádio Serra Dourada, Goiânia             |
| 19:15 (UTC−3) | Luiz Fernando 5', 53' · Baralhas 45+1' | Relatório |          | Público: 22 574 Árbitro: ARG Darío Herrera |

Atlético Goianiense venceu por 4–0 no placar agregado.

### Chave S3
| 3 de agosto   | São Paulo | 1 – 0     | Ceará | Estádio do Morumbi, São Paulo           |
| 19:15 (UTC−3) | Nikão 70' | Relatório |       | Público: 52 388 Árbitro: CHI Piero Maza |

| 10 de agosto  | Ceará                                | 2 – 1     | São Paulo         | Arena Castelão, Fortaleza                       |
| 19:15 (UTC−3) | Mendoza 44' · Guilherme Castilho 63' | Relatório | Igor Vinícius 53' | Público: 53 582 Árbitro: ARG Fernando Rapallini |

|                                                                               |       | Penalidades                                                  |  |
| Guilherme Castilho Victor Luis Matheus Peixoto Erick Vinícius Fernando Sobral | 3 − 4 | Calleri Igor Vinícius Luciano Diego Costa Igor Gomes Patrick |  |

2–2 no placar agregado, São Paulo venceu por 4–3 na disputa de pênaltis.

### Chave S4
| 4 de agosto   | Melgar | 0 – 0     | Internacional | Estádio Monumental da UNSA, Arequipa        |
| 17:15 (UTC−5) |        | Relatório |               | Público: 27 281 Árbitro: URU Andrés Matonte |

| 11 de agosto  | Internacional | 0 – 0     | Melgar | Estádio Beira-Rio, Porto Alegre            |
| 19:15 (UTC−3) |               | Relatório |        | Público: 43 191 Árbitro: CHI Roberto Tobar |

|                                         |       | Penalidades                    |  |
| Edenílson Taison De Pena Pedro Henrique | 1 − 3 | Cabrera Galeano Cuesta Iberico |  |

0–0 no placar agregado, Melgar venceu por 3–1 na disputa de pênaltis.

## Semifinais
| Chave | Equipe 1                | Total       | Equipe 2  | Ida | Volta |
| ----- | ----------------------- | ----------- | --------- | --- | ----- |
| F1    | Independiente del Valle | 6–0         | Melgar    | 3–0 | 3–0   |
| F2    | Atlético Goianiense     | 3–3 (2−4 p) | São Paulo | 3–1 | 0–2   |

### Chave F1
| 31 de agosto  | Independiente del Valle                | 3 – 0     | Melgar | Estádio Casa Blanca, Quito |
| 19:30 (UTC−5) | Schunke 29' · Faravelli 67' · Díaz 69' | Relatório |        | Árbitro: BRA Raphael Claus |

| 7 de setembro | Melgar | 0 – 3     | Independiente del Valle     | Estádio Monumental da UNSA, Arequipa |
| 19:30 (UTC−5) |        | Relatório | Díaz 28', 53' · Segovia 87' | Árbitro: ARG Fernando Rapallini      |

Independiente del Valle venceu por 6–0 no placar agregado.

### Chave F2
| 1 de setembro | Atlético Goianiense                          | 3 – 1     | São Paulo   | Estádio Serra Dourada, Goiânia                |
| 21:30 (UTC−3) | Jorginho 11' · Shaylon 56' · Léo Pereira 78' | Relatório | Luciano 23' | Público: 33 047 Árbitro: VEN Jesús Valenzuela |

| 8 de setembro | São Paulo       | 2 – 0     | Atlético Goianiense | Estádio do Morumbi, São Paulo              |
| 21:30 (UTC−3) | Patrick 4', 63' | Relatório |                     | Público: 53 988 Árbitro: ARG Darío Herrera |

|                                                |       | Penalidades                                  |  |
| Reinaldo Calleri Luciano Igor Vinícius Galoppo | 4 − 2 | Wellington Rato Baralhas Shaylon Léo Pereira |  |

3–3 no placar agregado, São Paulo venceu por 4–2 na disputa de pênaltis.

## Final
O campeão tem o direito de participar da Copa Libertadores da América de 2023, além de disputar a Recopa Sul-Americana do ano seguinte.
| 1 de outubro de 2022 | São Paulo | 0 – 2     | Independiente del Valle  | Estádio Mario Alberto Kempes, Córdova      |
| 17:00 (UTC−3)        |           | Relatório | Díaz 13' · Faravelli 67' | Público: 24 683 Árbitro: COL Wilmar Roldán |